# میشائیل هولتاوس
میشائیل هولتاوس (آلمانی: Michael Holthaus؛ زادهٔ ۱۳ ژوئیهٔ ۱۹۵۰) شناگر اهل آلمان بود.